# Charles Musonda
Charles Musonda, noto anche come Charly Musonda (Mufulira, 22 agosto 1969), è un ex calciatore zambiano, di ruolo centrocampista.

## Biografia
Ha tre figli, tutti calciatori, dei quali è divenuto anche procuratore: Lamisha (1992), Tika (1994) e Charly Jr. (1996).

## Carriera
Descritto come un centrocampista che era in possesso sia del tiro sia di un buon lancio, trascorre la maggior parte della sua carriera da professionista nell'Anderlecht, ove coglie 10 titoli (4 campionati belgi) in 10 stagioni, solo 3 giocate da titolare. Appende le scarpette al chiodo nel 1998. Vanta 24 presenze in Europa: 7 in Champions, 8 in Coppa UEFA, 9 in Coppa delle Coppe.
In Nazionale gioca tra il 1988 e il 1993, contando una cinquantina di presenze. Il 27 aprile 1993, in quanto infortunato, non prese parte alla trasferta della sua squadra contro il Senegal. Questo infortuno gli salvò la vita, evitandogli di perire nel disastro aereo dello Zambia.

## Palmarès

### Club

#### Competizioni nazionali
- Coppa del Belgio: 3

Anderlecht: 1987-1988, 1988-1989, 1993-1994
- Supercoppa del Belgio: 3

Anderlecht: 1987, 1993, 1995
- Campionato belga: 4

Anderlecht: 1990-1991, 1992-1993, 1993-1994, 1994-1995